# 1034 Mozartia
1034 Mozartia eller 1924 SS är en asteroid i huvudbältet som upptäcktes den 7 september 1924 av den ryske astronomen Vladimir Aleksandrovich Albitskij. Asteroiden namngavs senare efter den berömde tonsättaren Wolfgang Amadeus Mozart.
Mozartias nästa periheliepassage kommer ske den 20 augusti 2026.